# The Bold Ones: The Lawyers
The Bold Ones: The Lawyers è una serie televisiva statunitense in 28 episodi trasmessi per la prima volta nel corso di 3 stagioni dal 1969 al 1972.
È una serie del genere giudiziario incentrata sui casi affrontati da un gruppo di avvocati. Seguì ad un film per la televisione del 1968 considerato l'episodio pilota, The Sound Of Anger, distribuito in televisione anche in Italia con il titolo Processo a Citrus Country.
The Bold Ones: The Lawyers faceva parte di The Bold Ones, una serie a rotazione di sottoserie drammatiche che comprendevano anche The Protectors (con Leslie Nielsen), The New Doctors (con E.G. Marshall) e The Senator (con Hal Holbrook).

## Trama
Walter Nichols è un avvocato che assume due giovani fratelli, Brian e Neil Darrell, entrambi avvocati, affinché lo aiutino con i suoi casi.

## Personaggi e interpreti

### Personaggi principali
- Walter Nicholls (28 episodi, 1969-1972), interpretato da Burl Ives.
- Brian Darrell (27 episodi, 1969-1972), interpretato da Joseph Campanella.
- Neil Darrell (20 episodi, 1969-1972), interpretato da James Farentino.

### Personaggi secondari
- Tenente Paul Hewitt (6 episodi, 1969-1972), interpretato da John Milford.
- Deputy Procuratore distrettuale (5 episodi, 1969-1971), interpretato da Todd Martin.
- Procuratore distrettuale Charles Pettit (3 episodi, 1969-1971), interpretato da Kermit Murdock.
- Dottor Staley (3 episodi, 1970-1972), interpretato da Bill Quinn.
- Elliot Leveridge (3 episodi, 1970-1971), interpretato da Will Geer.
- Linda Sternwood (3 episodi, 1969-1972), interpretata da Pamela McMyler.
- Procuratore distrettuale Shannon (3 episodi, 1969-1971), interpretato da Dana Elcar.
- Henry Rockford (3 episodi, 1969-1971), interpretato da Charles Aidman.
- Charles Hines (3 episodi, 1969-1971), interpretato da Walter Brooke.
- Vice procuratore distrettuale Vernon Wahlburg (3 episodi, 1971-1972), interpretato da David Spielberg.
- Giudice (3 episodi, 1969-1970), interpretato da Herbert Nelson.
- Giudice Arnold Hartman (2 episodi, 1970-1971), interpretato da Ramon Bieri.
- Kenneth Miller (2 episodi, 1969-1970), interpretato da Georg Stanford Brown.
- James Fryman (2 episodi, 1969-1971), interpretato da Richard Van Vleet.
- Arthur Cleary (2 episodi, 1969-1970), interpretato da Stephen McNally.
- maggiore Joseph Weber (2 episodi, 1970-1971), interpretato da Paul Comi.
- Barry Goram (2 episodi, 1969-1971), interpretato da Morgan Sterne.
- Barber (2 episodi, 1969-1970), interpretato da Charles Lampkin.
- Procuratore distrettuale Braddock (2 episodi, 1969), interpretato da George Murdock.
- Tenente Harper (2 episodi, 1970-1971), interpretato da Len Wayland.
- Emma Greenley (2 episodi, 1969), interpretata da Juanita Moore.
- Giudice E.P. Miller (2 episodi, 1971-1972), interpretato da Arthur Adams.
- Assistant del procuratore distrettuale Dekker (2 episodi, 1969), interpretato da Charles Brewer.
- Castelli (2 episodi, 1970), interpretato da Frank Campanella.
- Maggie Lewis (2 episodi, 1972), interpretata da Anne Helm.
- Dottor Paul Schaefer (2 episodi, 1969-1971), interpretato da John Randolph.
- Tenente William Anderson (2 episodi, 1969), interpretato da Steve Ihnat.
- Procuratore distrettuale Douglass (2 episodi, 1970), interpretato da Ford Rainey.
- Carol Peterson (2 episodi, 1969), interpretato da Leslie Perkins.
- Bill Stillman (2 episodi, 1972), interpretato da James Wainwright.
- Louise Miller (2 episodi, 1969-1971), interpretata da Nina Shipman.
- Generale Sternwood (2 episodi, 1972), interpretato da Pat Hingle.
- Marian Sternwood (2 episodi, 1972), interpretata da Patricia Barry.
- Brother Bartholomew (2 episodi, 1972), interpretato da Bob Corff.
- Jim Lewis (2 episodi, 1970-1972), interpretato da Roger Davis.
- Edmund Carlyle (2 episodi, 1970-1972), interpretato da Laurence Haddon.
- Allen (2 episodi, 1970-1971), interpretato da Clarke Gordon.

## Produzione
La serie, ideata da Roy Huggins, fu prodotta da Universal TV e girata negli studios della Universal a Universal City in California. Le musiche furono composte da Pete Rugolo.

### Registi
Tra i registi sono accreditati:
- Douglas Heyes in 4 episodi (1969-1972)
- Richard T. Heffron in 3 episodi (1969-1971)
- Alexander Singer in 3 episodi (1970-1972)
- Jeffrey Hayden in 2 episodi (1971)

### Sceneggiatori
Tra gli sceneggiatori sono accreditati:
- Roy Huggins in 27 episodi (1969-1972)
- Robert Hamner in 3 episodi (1970-1971)
- Douglas Heyes in 3 episodi (1971-1972)
- Frank Fenton in 2 episodi (1969-1971)

## Distribuzione
La serie fu trasmessa negli Stati Uniti dal 10 dicembre 1968 (pilot) e dall'11 marzo 1969 (1º episodio) al 20 agosto 1972 sulla rete televisiva NBC. È stata distribuita anche in Spagna con il titolo Los atrevidos.

## Episodi
| Stagione         | Episodi | Prima TV USA |
| ---------------- | ------- | ------------ |
| Prima stagione   | 8       | 1969-1970    |
| Seconda stagione | 8       | 1970-1971    |
| Terza stagione   | 11      | 1971-1972    |